# Bạc má cánh trắng
Bạc má cánh trắng hay Bạc má gáy trắng (tên khoa học Machlolophus nuchalis) là một loài chim trong họ Paridae.
Bạc má cánh trắng là loài đặc hữu Ấn Độ, nơi nó được tìm thấy trong rừng cây bụi gai khô trong hai quần thể gián đoạn nhau, ở miền tây Ấn Độ và miền nam Ấn Độ. Loài này phân bố thành từng mảng gián đoạn và đã được coi là dễ bị tổn thương dẫn đến tuyệt chủng, đặc biệt là vì sự khan hiếm của môi trường sống phù hợp, đặc biệt là các hốc cây để làm tổ được tạo bởi chim gõ kiến.